# Chris Banchero
Christopher Guerrero Banchero, detto Chris (Seattle, 24 gennaio 1989), è un cestista filippino con cittadinanza statunitense di origini italiane.

## Biografia
Banchero nasce a Seattle da padre italo-americano e madre filippina.

## Carriera
Gioca tre anni al college di Seattle Pacific prima di trasferirsi nelle Filippine. Viene selezionato come quinta scelta assoluta al draft PBA 2015 dagli Alaska Aces. Il 18 agosto 2024, diventa il primo giocatore della storia della pallacanestro professionistica a realizzare un canestro dalla linea dei quattro punti, implementata dalla lega filippina all'inizio della stagione.

## Vita privata
Ha un cugino, Paolo, anch'esso cestista, professionista nella NBA con gli Orlando Magic.